# Блумфілд (Вермонт)
Блумфілд (англ. Bloomfield) — місто (англ. town) в США, в окрузі Ессекс штату Вермонт. Населення — 217 осіб (2020).

## Демографія
Згідно з переписом 2010 року, у місті мешкала 221 особа в 106 домогосподарствах у складі 65 родин. Було 204 помешкання
Расовий склад населення:
| - 98,6 % — білих - 0,5 % — чорних або афроамериканців |

До двох чи більше рас належало 0,9 %. Частка іспаномовних становила 0,0 % від усіх жителів.
За віковим діапазоном населення розподілялося таким чином: 14,9 % — особи молодші 18 років, 66,1 % — особи у віці 18—64 років, 19,0 % — особи у віці 65 років та старші. Медіана віку мешканця становила 50,1 року. На 100 осіб жіночої статі у місті припадало 114,6 чоловіків;  на 100 жінок у віці від 18 років та старших — 106,6 чоловіків також старших 18 років.
Середній дохід на одне домашнє господарство  становив 70 571 долар США (медіана — 40 938), а середній дохід на одну сім'ю — 95 572 долари (медіана — 58 750). Медіана доходів становила 53 750 доларів для чоловіків та 20 536 доларів для жінок. За межею бідності перебувало 9,6 % осіб, у тому числі 13,3 % дітей у віці до 18 років та 7,5 % осіб у віці 65 років та старших.
Цивільне працевлаштоване населення становило 109 осіб. Основні галузі зайнятості: освіта, охорона здоров'я та соціальна допомога — 38,5 %, сільське господарство, лісництво, риболовля — 15,6 %, виробництво — 12,8 %.